# 彭炎午
彭炎午（1925年—），男，湖南长沙人，中国航空宇航制造工程专家，曾任西北工业大学教授、博士生导师。